# جيمي غابريال
جيمي غابريال (بالإنجليزية: Jimmy Gabriel)‏ (10 أكتوبر 1940 بدندي في المملكة المتحدة - ) هو مدرب كرة قدم ولاعب كرة قدم بريطاني في مركز الوسط. شارك مع منتخب اسكتلندا لكرة القدم. أما مع النوادي، فقد لعب مع دندي يونايتد وسويندون تاون ونادي إيفرتون ونادي برينتفورد ونادي بورنموث ونادي دندي ونادي ساوثهامبتون وسان خوزيه إيرث كويكس وسياتل ساوندرز.

## وصلات خارجية
- جيمي غابريال على موقع قاعدة بيانات كرة القدم.إي يو (الإنجليزية)
- جيمي غابريال على موقع ناشيونال فوتبول تيمز (الإنجليزية)
- جيمي غابريال على موقع عالم كرة القدم.نت (الإنجليزية)